# Rondibilis subundulata
Rondibilis subundulata là một loài bọ cánh cứng trong họ Cerambycidae.